# Chris Cuomo

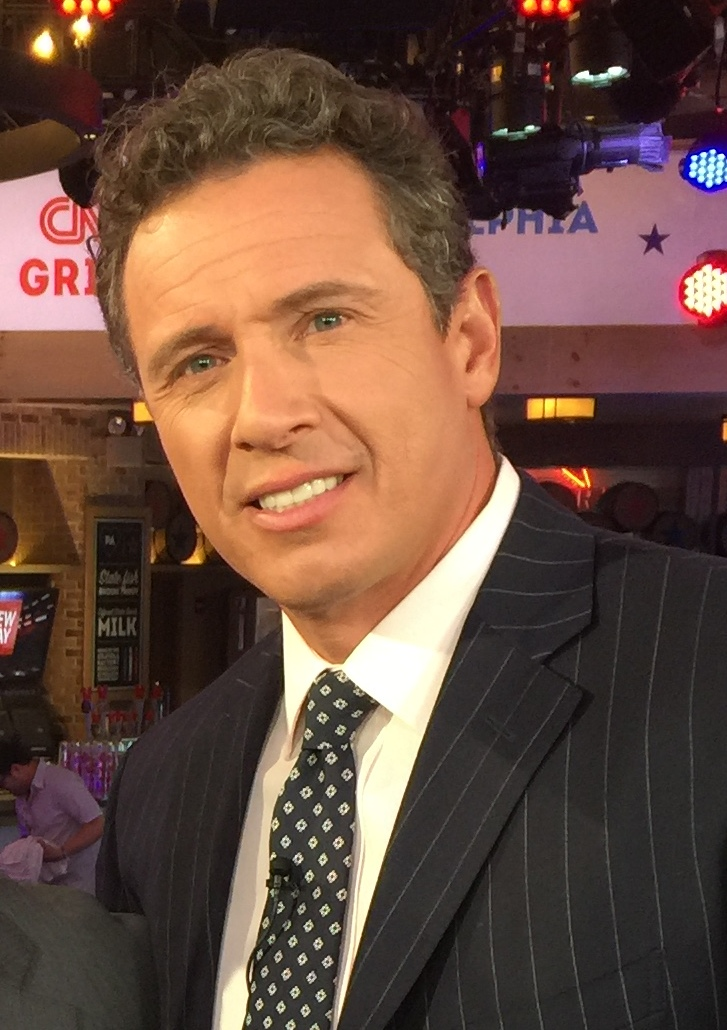
Chris Cuomo in 2016

Christopher Charles Cuomo, (New York, 9 augustus 1970) is een Amerikaans jurist en televisiejournalist.
Hij was verbonden aan CNN, waar hij Cuomo Prime Time, een doordeweeks avondprogramma voor analyse van het nieuws, presenteerde.
Hiervoor was hij tot eind mei 2018 met Alisyn Camerota  een van de twee anchors van de doordeweekse editie van het ochtendprogramma New Day.
Eerder was hij jarenlang werkzaam bij ABC News, onder meer als afdelingshoofd wetgeving en justitie, als co-anchor bij het programma 20/20 en als anchor van Good Morning America.

## Afkomst en opleiding
Cuomo werd geboren in het New Yorkse stadsdeel Queens. Hij is de zoon van Matilda Raffa en Mario Cuomo, de voormalige gouverneur van de staat New York. Zijn broer Andrew Cuomo is de vorige gouverneur van de staat New York.
Hij volgde onderwijs aan de Albany Academy, een privéschool voor hoger onderwijs in Albany in de staat New York. Aansluitend studeerde hij aan de Yale University en Fordham University en sloot dit af met een Juris Doctor-graad. Hij is een advocaat met licentie.

## Loopbaan
Cuomo deed zijn eerste journalistieke ervaring op bij CNBC, MSNBC en CNN. Ook werkte hij bij Fox News Channel, waar hij een breed scala van controversiële sociale onderwerpen aansneed. Hij trad er eveneens op als politiek analist. 
Van september 2006 tot december 2009 was hij anchor van het ABC programma "Good Morning America", waarin hij zowel breaking news en andere belangrijke nieuwsitems in het binnenland als het buitenland naar voren bracht.  
In februari 2013 verhuisde Cuomo naar CNN als co-host van het ochtendprogramma New Day samen met Alisyn Camerota, dat zowel breaking news, als belangrijke gebeurtenissen over het totale CNN-netwerk verslaat. Over de impact van de orkanen Harvey en Irma in 2017 deed hij ter plaatse in de staten Texas en Florida verslag.

## Onderscheidingen
Cuomo heeft verscheiden Emmy Award nominaties verworven. Zijn Good Morning America portret van de  12-jarige dichter Mattie Stepanek werd onderscheiden met een News Emmy, die hem een van de jongste winnaars van deze prijs maakte.
Ook werden zijn producties onderscheiden met de Polk and Peabody Award, de Edward R, Murrow Award en de Loeb Award.